# .iq
iq. امتداد خاص بالعناوين الإلكترونية (نطاق) للمواقع التي تنتمي إلى العراق، وتكون صيغة النطاق كالتالي (www.domain.iq) أنتج عام 1997م.
ولهذا النطاق عدة تصانيف وفق الاستخدامات:
- iq.: عام
- gov.iq: حكومي
- edu.iq: تعليم
- com.iq: تجاري
- mil.iq: عسكري
- org.iq: منظمات غير ربحية
- net.iq: مزودي خدمة

هذا النوع من النطاقات يتم تسجيله من خلال وحدة خدمات الإنترنت في هيئة الاعلام والاتصالات.